# Trondheim
Trondheim (povijesni nazivi: Nidaros i Trondhjem) grad je i općina u norveškom okrugu Sør-Trøndelag, čije je i administrativno središte. S populacijom od 198.219 (2019) stanovnika treći je po veličini grad u Norveškoj. Trondheim je smješten na južnoj obali Trondheimsfjorda na ušću rijeke Nidelve. Osnovan je 997. kao trgovište i bio je glavni grad Norveške u doba Vikinga sve do 1217. godine. Grad je danas poznat po Norveškom sveučilištu znanosti i tehnologije (NTNU) kao i Sveučilišnoj bolnici svetog Olava.
Grad je smješten na zapadnoj obali Norveške. U gradu se nalazi važna luka u uvali, koja se nikada ne zaledi. 
Luka je važna za tranzit u Švedsku. Tovari se uglavnom izvoz drva, ribe i pirita.
U prošlosti Trondheim je bilo važno središte pokrštavanja Islanda. 
Na poluotoku sjeveroistočno od gradskog središta se nalazi četvrt Lade, koja je bila sjedište jarlova Lade, dinastije norveških vladara.

## Galerija slika
- Nidarosdomen
- Nidarosdomen
- Trondheim 2002
- uz rijeku Nidi